# 田村スマートインターチェンジ
田村スマートインターチェンジ（たむらスマートインターチェンジ）は、福島県田村市にある磐越自動車道のスマートインターチェンジである。
本線直結型。利用可能車種はETC搭載の全車種、24時間利用可能で上下線ともに出入可である。

## 道路
- E49 磐越自動車道（2-1番）

### 接続する道路
- 国道349号

## 沿革
- 2014年（平成26年）8月8日 : 国土交通省より連結許可[1]。
- 2018年（平成30年）11月1日 : IC名称が「（仮称）田村中央スマートIC」から「田村スマートIC」で正式決定[1]。
- 2019年（平成31年）3月17日 : 供用開始[2][3]。

## 周辺
- あぶくま洞
- 入水鍾乳洞

## 隣
E49 磐越自動車道
(2)小野IC - (2-1)田村SIC - 阿武隈高原SA - (3)船引三春IC